# Coenonycha tingi
Coenonycha tingi är en skalbaggsart som beskrevs av Mont A. Cazier 1937. Coenonycha tingi ingår i släktet Coenonycha och familjen Melolonthidae. Inga underarter finns listade i Catalogue of Life.